# Transit de Vénus de 2004
 (novembre 2023).
Si vous disposez d'ouvrages ou d'articles de référence ou si vous connaissez des sites web de qualité traitant du thème abordé ici, merci de compléter l'article en donnant les références utiles à sa vérifiabilité et en les liant à la section « Notes et références ».

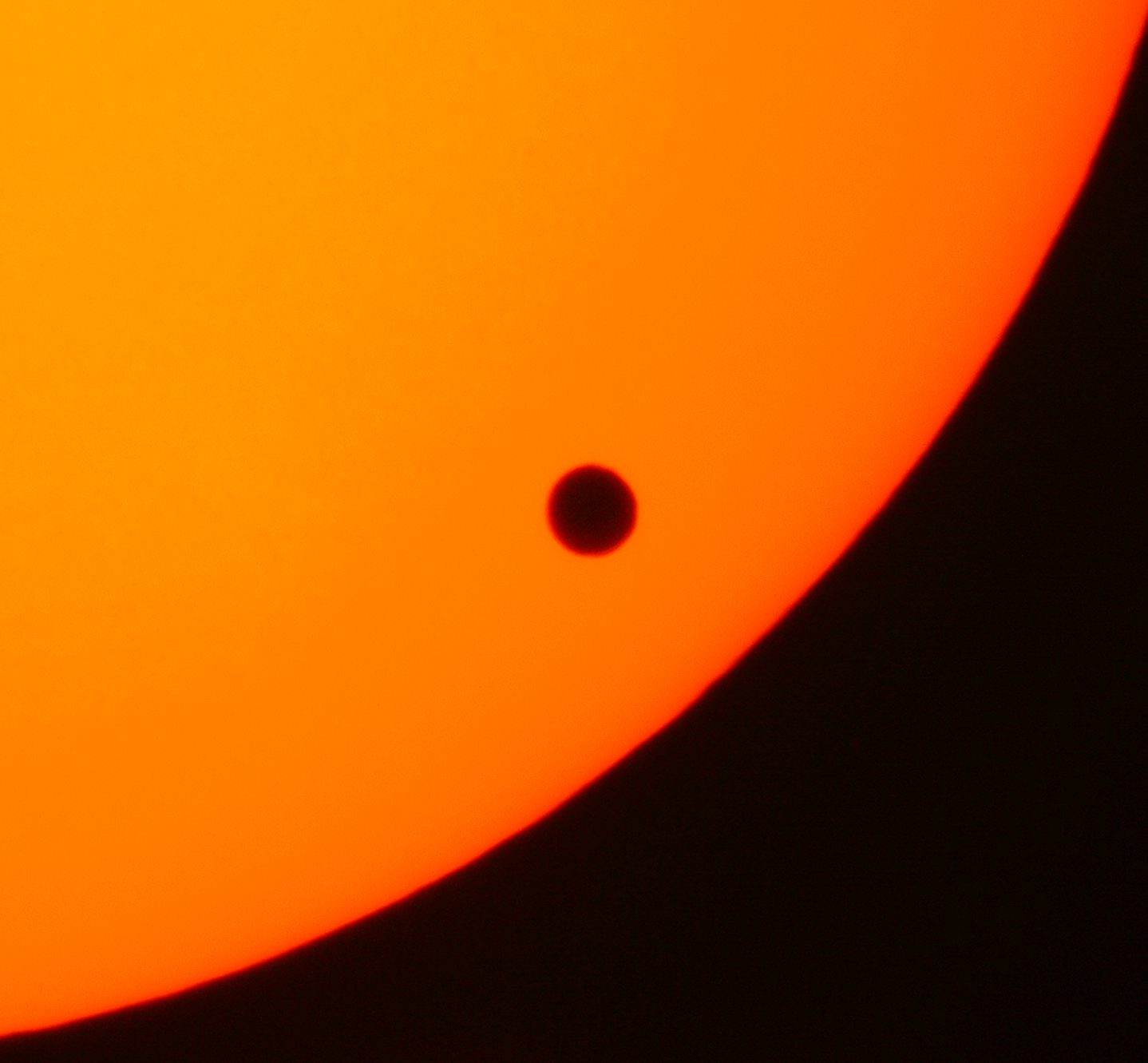
Image du transit de Vénus de 2004.

Un transit de Vénus observé depuis la Terre s'est produit 8 juin 2004. L'évènement reçut une attention particulière, car il était le premier transit de Vénus depuis l'apparition des télécommunications de masse. Le transit précédent remontait au 6 décembre 1882.

## Visibilité

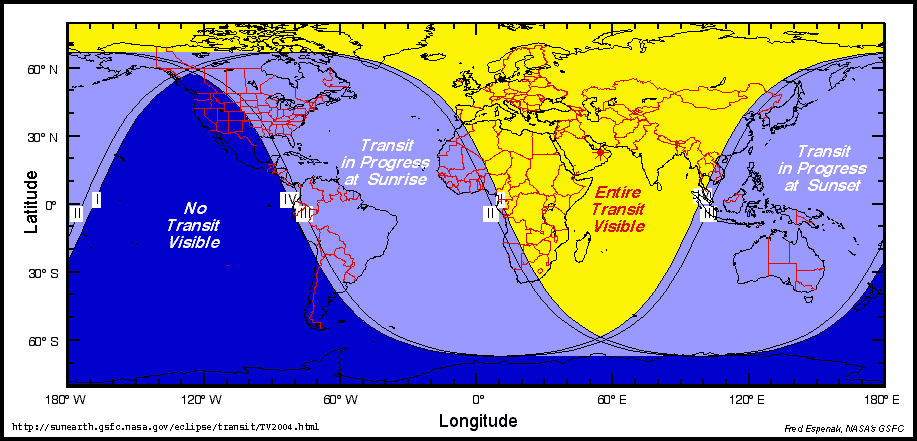
Carte du transit de 2004.

Ce transit était entièrement visible depuis l'Europe, l'Asie et l'Afrique, tandis que seulement la fin du transit était visible de l'Amérique du Nord. Il ne fut pas observable depuis l'Ouest de l'Amérique du Nord, ainsi que d'Hawaii et de la Nouvelle-Zélande, alors plongés dans la nuit.

## Déroulement
Les instants des différentes étapes, respectivement : premier contact, second contact, mi-transit, troisième contact et quatrième contact durant le transit du 8 juin 2004 pour un hypothétique observateur placé au centre de la Terre, sont indiqués dans le tableau suivant. Le phénomène de la  parallaxe change ces valeurs d'au plus ±7 minutes selon le point d'observation à  la surface de la Terre.

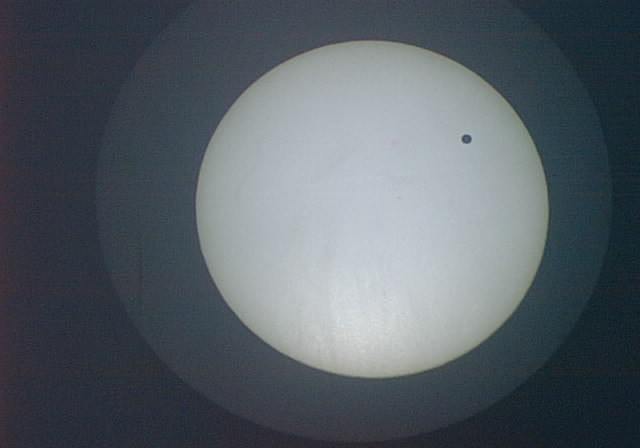
Le transit de 2004 vu depuis Bangalore à 07:41 UTC, environ 2 heures après le début. L'image est inversée comparée au diagramme ci-dessus, car elle est donnée par un télescope, et non par une vision directe.

| Heures (UTC) des étapes du transit du 8 juin 2004 | Heures (UTC) des étapes du transit du 8 juin 2004 | Heures (UTC) des étapes du transit du 8 juin 2004 | Heures (UTC) des étapes du transit du 8 juin 2004 | Heures (UTC) des étapes du transit du 8 juin 2004 |
| I                                                 | II                                                | Mid                                               | III                                               | IV                                                |
| ------------------------------------------------- | ------------------------------------------------- | ------------------------------------------------- | ------------------------------------------------- | ------------------------------------------------- |
| 05:13:29                                          | 05:32:55                                          | 08:19:44                                          | 11:06:33                                          | 11:25:59                                          |
|                                                   |                                                   |                                                   |                                                   |                                                   |